# Rodney Mullen
Rodney Mullen, även kallad The Mutt, the King och The Legend of The Extreme, född 17 augusti 1966 i Gainesville i Florida, är en amerikansk pionjär inom skateboard och han är även verksam som stuntman. Mullens åkstilar är flat ground och street. Han driver det egna företaget Almost och Tensor. Han var även tidigare med och drev World Industries och Enjoi. På 1980-talet utvecklade han den moderna skateboardens form tillsammans med bland andra Steve Rocco, Mark Gonzales och Natas Kaupas.[källa behövs] Mullen bor i Hollywood i Kalifornien med sin fru Traci och sina två barn.
Han fick sin första skateboard 1 januari 1977. 1980 på sin 14-årsdag vann han i sin första professionella skatetävling och slog den då regerade världsmästaren, Steve Rocco.
Rodney Mullen är känd för att vara en framstående freestyle- och street-åkare. Han har hävdats vara skaparen till flera trick, bland annat de mycket svåra Casper slide och Darkslide.[källa behövs]
Rodney Mullen har också sagts ligga bakom trick inom "street-skate" så som Flatground-Ollie och Flatground-Kickflip.
Från början kallades kickflippen för "the magic flip" men fick senare namnet "kickflip" just för att man sparkar ut ena foten åt sidan för att få brädan att rotera ett varv.[källa behövs]
Den enda som någonsin vunnit över Rodney i freestyle är Per Welinder.[källa behövs]
Rodney Mullen var stuntåkare i filmen Gleaming the Cube från 1989 med Christian Slater.

## Tricklista
Trick som Rodney Mullen uppger sig vara upphovsmannen till . 
- 50-50 Saran Wrap
- 50-50 Sidewinders
- 360 Flip
- 360 pressure Flip
- 540 double kickflip
- 540 Shove-it
- Airwalks
- Backside 180 Flip
- Casper 360 Flip
- Casper Slides
- Caballerial impossible
- Darkslides (Efter en idé från Mark Gonzales)
- Double heelflips
- Flatground Ollie
- Frontside Heelflip Shove-its
- Godzilla Rail Flip
- Gazelles
- Heelflip
- Helipops (360 Nollie)
- Half-cab kickflip underflip
- Helipop Heelflips
- Half Flip Darkslide
- Handstand flips
- Kickflip Underflip
- Kickflip
- Double Kickflip
- No Handed 50-50 Kickflip
- Ollie Impossible
- Ollie Nosebones
- Ollie Fingerflip
- One footed Ollie
- Rusty slides
- Sidewinders
- Switchstance 360 Flips